# Outer Moraine Reef
Das Outer Moraine Reef (englisch für Äußeres Moränenriff) ist ein Riff vor der Nordküste Südgeorgiens. In der Possession Bay reicht es vom Alert Point bis zum Steep Point.
Das Name des Riffs erscheint erstmals auf einer Landkarte der britischen Admiralität aus dem Jahr 1931. Der Benennungshintergrund ist nicht überliefert.